# Khea
Khea, pseudonimo di Ivo Alfredo Thomas Serue Urquiza (Mar del Plata, 13 aprile 2000), è un rapper argentino.

## Biografia
Fin da giovane è stato vicino alla musica. In adolescenza ha deciso di provare a diventare un rapper. I primi passi di Khea nella musica furono le partecipazioni a vari festival musicali. Khea realizzò piccoli lavori freestyle che lo portarono ad approfondire questo aspetto in rapido sviluppo. Prima che avesse 18 anni, Khea aveva già cominciato a pubblicare le sue prime composizioni.
Dopo aver partecipato ad alcune battaglie rap nelle piazze di Buenos Aires, si è unito alla Mueva Records. Il video musicale Loca, in collaborazione con Cazzu e Duki ha ottenuto 475 milioni di visualizzazioni sulla piattaforma YouTube. È il video più visto nel paese argentino. Khea ha successivamente pubblicato un remix della canzone Loca con l'artista urban Bad Bunny, che ha ottenuto oltre 139 milioni di vews su YouTube.
A maggio 2019, ha raggiunto 14 milioni di ascoltatori mensili su Spotify, posizionandosi al 180º posto fra gli artisti più ascoltati al mondo.

## Discografia

### Album in studio
- 2018 – Ave Maria
- 2023 – Serotonina

### EP
- 2024 – 1000mg (con Asan)

### Mixtape
- 2020 – Trapicheo (Mixtape)
- 2024 – Trapicheo: El Don

### Singoli
- 2017 – B.U.H.O (con Arse, Duki, Midel e Klave)
- 2017 – Millonario (con Arse e Midel)
- 2017 – A lo Halloween (con Arse, Iacho e Midel)
- 2017 – Loca (con Duki e Cazzu)
- 2017 – Vete
- 2018 – Rebota (con Ecko e Seven Kayne feat. Iacho & Omar Varela)
- 2018 – Cómo le digo (con Omar Varela e Asan)
- 2018 – Mi cubana remix (con Eladio Carrión, Ecko e Cazzu)
- 2018 – Ave María (con Eladio Carrión, Randy Nota Loca e Big Soto)
- 2018 – Calentita (con Brytiago)
- 2018 – M.I.A (con Omar Varela)
- 2018 – S.A.D
- 2018 – RedTube (Remix) (con Sander Wazz e Ecko)
- 2018 – Otra botella (con Neo Pistea e Omar Varela)
- 2018 – Me usaste (con Jon Z, Noriel, Juhn, Eladio Carrión e Ecko)
- 2018 – Realidad
- 2018 – Pa tu casa (con Kevin Roldán e Rauw Alejandro)
- 2018 – Empresario
- 2018 – Se motiva (con JD Pantoja)
- 2018 – Screenshot
- 2018 – Loco (con GS, Kyke, Smoky e Alexis Chaires)
- 2018 – Makina de armado (con Duki e Neo)
- 2019 – She Don't Give a FO (con Duki e Barloe Team)
- 2019 – Buenos Aires (con Seven Kayne e Bhavi feat. Omar Varela & Mykka)
- 2019 – Sola (con Myke Towers e Alex Rose)
- 2019 – Hitboy (con Duki)
- 2019 – Tengo 30 (feat. Duki, Cazzu, Neo Pistea & Tali Goya)
- 2019 – Ánimo (feat. Duki & Midel)
- 2019 – Hot Girl Butter (Khea Remix) (con Blackbear)
- 2020 – Dónde estás
- 2020 – Better Days - Mejores días (con gli OneRepublic)
- 2020 – Mami lo siento
- 2020 – Ella dice (con Tini)
- 2020 – Ayer me llamó mi ex (feat. Lenny Santos)
- 2020 – Otra vez (con Diablo)
- 2020 – Khea: Bzrp Music Sessions, Vol. 34 (con Bizarrap)
- 2020 – Sigue sola (con Montano, Juhn, Beéle, Jerry Di e Totoy)
- 2020 – Sacanagem (con DJ Zullu e Preto Show)
- 2020 – Keloke
- 2021 – ¿Qué pasó? (con Bhavi)
- 2021 – Tu msj
- 2021 – Además de mí (Remix) (con Rusherking, Tiago PZK, Duki, María Becerra e Lit Killah)
- 2021 – Wacha (con Duki)
- 2021 – Te necesito (con María Becerra)
- 2021 – Vlone (con Polimá Westcoast)
- 2021 – Medio crazy (con Nobeat)
- 2021 – Culo (con Lola Índigo)
- 2021 – Sexy (con Eich e Duki feat. Marlku)
- 2021 – Only One (con Julia Michaels e Becky G feat. Di Genius)
- 2021 – Bien chula
- 2021 – Debo cambiar (con Asan)
- 2021 – Fvckboi (con Lenny Tavárez)
- 2022 – Otro (con FMK)
- 2022 – Alcancía (con i Reik e Llane)
- 2022 – Delito (con Zecca)
- 2022 – Pa co (con Lit Killah e Rusherking)
- 2022 – Young Flex
- 2023 – Eclipse
- 2023 – Para amarte a ti (con Tiago PZK)
- 2023 – Nunca voy solo (con Milo J)
- 2023 – Remember Me (con Duki e Bizarrap)
- 2023 – Duelo (con Asan)
- 2023 – Uh na na na (con Midel)
- 2023 – Ocaso (con Bhavi, Neo Pistea e C.R.O)
- 2024 – Hola perdida (con Luck Ra)
- 2024 – Como yo te quiero (con Ana Mena)
- 2024 – Mami Pretty (con Aqua VS e Polimá Westcoast)
- 2024 – Tú y yo (con Emilia)
- 2024 – Navi
- 2024 – Rock and Roll (con C.R.O)
- 2024 – We Love That Shit (con Nicki Nicole)

### Collaborazioni
- 2017 – Muevelo mami (Iacho feat. Khea & Seven Kayne)
- 2018 – Pa' saber amar (Marko Silva feat. Khea)
- 2021 – Mood (Rita Ora e Imanbek feat. Khea)